# Pat & Mat
Pat & Mat je češkoslovaška in češka animirana serija o iznajdljivih, a nerodnih mojstrih Patu in Matu. Njena avtorja sta bila režiser Lubomír Beneš in Vladimír Jiránek. Prva serija, imenovana ...A je to! (»… in to je to!«), je nastala v praškem studiu Krátký film za Slovaško televizijo Bratislava, nadaljnje, imenovane Pat a Mat (»Pat in Mat«), pa so bile ustvarjene neposredno za Krátký film. Prepoznavno glasbeno spremljavo je zložil Petr Skoumal.
Serija je bila prvotno zamišljena kot razvedrilo za odrasle, vendar je postala priljubljena med občinstvom vseh starosti, še posebej med otroki. Zaradi odsotnosti govorjenega jezika so jo predvajali v več kot 80 državah po svetu, tudi v Sloveniji, kjer je dosegla veliko priljubljenost. S 130 epizodami (stanje 2021) je to ena od najdaljših čeških serij.

## Seznam delov

### Pilotna epizoda (1976)
Pat in Mat sta se prvič pojavila leta 1976 v kratkem filmu Kuťáci, ki je služil kot pilot za serijo. Nastopajoča lika sta se v scenariju imenovala gospod Ouholiček in gospod Sedlec. Čeprav je bil film mišljen kot apolitičen, Krátký film ni dovolil nadaljnje produkcije, saj naj preprosto razvedrilo ne bi bilo v skladu s takratno kulturno politiko, puloverja rdeče in rumene barve pa so praški cenzorji razumeli kot parodijo na takratni največji komunistični državi, Sovjetsko zvezo in Kitajsko.
| # | Leto produkcije | Naslov  | Izvirni naslov (v češčini) | Režija        |
| - | --------------- | ------- | -------------------------- | ------------- |
| 1 | 1976            | Valilca | Kuťáci                     | Lubomír Beneš |

### ...A je to! (1979–1985)
Produkcijo serije je pozneje prevzela Slovaška televizija Bratislava, za katero so epizode snemali v Krátkem filmu v Pragi. Za ime, ki bi bilo univerzalno v češčini in slovaščini, so izbrali ...A je to!. Lika, ki sta bila v pilotni epizodi plešasta, sta dobila pokrivali, rdeči pulover pa je bil v izogib namigovanju na politiko zamenjan s sivim.
| #  | Leto produkcije | Naslov               | Izvirni naslov (v slovaščini) | Režija        |
| -- | --------------- | -------------------- | ----------------------------- | ------------- |
| 2  | 1979            | Tapete               | Tapety                        | Lubomír Beneš |
| 3  | 1979            | Delavnica            | Dielňa                        | Lubomír Beneš |
| 4  | 1979            | Preproga             | Koberec                       | Lubomír Beneš |
| 5  | 1979            | Naslanjač            | Hojdacie kreslo               | Lubomír Beneš |
| 6  | 1979            | Slika                | Obraz                         | Lubomír Beneš |
| 7  | 1979            | Garaža               | Garáž                         | Lubomír Beneš |
| 8  | 1979            | Svetilka             | Svetlo                        | Lubomír Beneš |
| 9  | 1981            | Gramofon             | Gramofón                      | Lubomír Beneš |
| 10 | 1981            | Žar-Grill            | Grill                         | Lubomír Beneš |
| 11 | 1982            | Izlet                | Sťahovanie                    | Lubomír Beneš |
| 12 | 1982            | Voda                 | Voda                          | Lubomír Beneš |
| 13 | 1982            | Vrt                  | Záhradka                      | Lubomír Beneš |
| 14 | 1982            | Pleskanje            | Maľovanie                     | Lubomír Beneš |
| 15 | 1982            | Skakanje             | Skokani                       | Lubomír Beneš |
| 16 | 1982            | Križanka             | Krížovka                      | Lubomír Beneš |
| 17 | 1983            | Škatla za bujenje    | Búdka                         | Lubomír Beneš |
| 18 | 1983            | Dan za pranje perila | Veľké pranie                  | Lubomír Beneš |
| 19 | 1983            | Fitnes center        | Telocvičňa                    | Lubomír Beneš |
| 20 | 1983            | Piknik               | Raňajky v tráve               | Lubomír Beneš |
| 21 | 1983            | Pralni stroj         | Práčka                        | Lubomír Beneš |
| 22 | 1983            | Dež                  | Dážď                          | Lubomír Beneš |
| 23 | 1984            | Izlet                | Výlet                         | Lubomír Beneš |
| 24 | 1984            | Vinogradnika         | Vinári                        | Lubomír Beneš |
| 25 | 1984            | Drsalke              | Korčule                       | Lubomír Beneš |
| 26 | 1984            | Klavir               | Klavír                        | Lubomír Beneš |
| 27 | 1985            | Lončarja             | Hrnčiari                      | Lubomír Beneš |
| 28 | 1985            | Problem              | Porucha                       | Lubomír Beneš |
| 29 | 1985            | Jabolko              | Jablko                        | Lubomír Beneš |

### Pat & Mat (1989–1990)
Druga serija je bila posneta za Krátký film. V tej seriji sta lika dobila imeni Pat in Mat, po njiju pa tudi sama serija. Zaradi bolj sproščenega političnega ozračja so Matu vrnili prvotni rdeči pulover.
| #  | Leto produkcije | Naslov          | Izvirni naslov (v češčini) | Režija        |
| -- | --------------- | --------------- | -------------------------- | ------------- |
| 30 | 1989            | Ključ           | Klíč                       | Lubomír Beneš |
| 31 | 1989            | Pohištvo        | Nábytek                    | Lubomír Beneš |
| 32 | 1990            | Kosilnica       | Sekačka                    | Lubomír Beneš |
| 33 | 1990            | Veliko čiščenje | Generální úklid            | Lubomír Beneš |
| 34 | 1990            | Streha          | Střecha                    | Lubomír Beneš |
| 35 | 1990            | Vrata           | Dveře                      | Lubomír Beneš |

### Pat & Mat (1992–1994)
Leta 1990 je Lubomír Beneš v Pragi in Zürichu ustanovil lasten studio aiF Studio, ki je posnel novih 14 delov.
| #  | Leto produkcije | Naslov           | Izvirni naslov (v češčini) | Režija        |
| -- | --------------- | ---------------- | -------------------------- | ------------- |
| 36 | 1992            | Piškoti          | Sušenky                    | Marek Beneš   |
| 37 | 1992            | Vrata            | Vrata                      | Lubomír Beneš |
| 38 | 1992            | Kolesarja        | Cyklisti                   | Lubomír Beneš |
| 39 | 1992            | Krovca           | Dlaždice                   | Lubomír Beneš |
| 40 | 1992            | Parket           | Parkety                    | Lubomír Beneš |
| 41 | 1992            | Nadstrešek       | Okap                       | Marek Beneš   |
| 42 | 1992            | Kabriolet        | Kabriolet                  | Lubomír Beneš |
| 43 | 1994            | Nezgoda          | Nehoda                     | Lubomír Beneš |
| 44 | 1994            | Biljard          | Kulečník                   | Lubomír Beneš |
| 45 | 1994            | Živa meja        | Živý plot                  | Lubomír Beneš |
| 46 | 1994            | Trezor           | Trezor                     | Lubomír Beneš |
| 47 | 1994            | Blatnik          | Blatník                    | Lubomír Beneš |
| 48 | 1994            | Modelarja        | Modeláři                   | Lubomír Beneš |
| 49 | 1994            | Jadralca v zraku | Windsurfing                | Lubomír Beneš |

### Neobjavljena epizoda (1998)
Leta 1995 je Lubomír Beneš umrl. Njegov sin Marek Beneš in soavtor Vladimír Jiránek sta zatem zapustila aiF Studio in s seboj vzela tudi avtorske pravice za serijo. Studio je nato brez dovoljenja dedičev v letih 1997–1998 posnel novo epizodo serije. Za razliko od predhodnih je bila ta epizoda posneta v razmerju 16:9, trajala je dlje (okoli 12 minut) in imela drugačno glasbeno spremljavo; Pata in Mata so v tej epizodi tudi ozvočili. Zaradi kršenja avtorskih pravic in bankrota aiF Studia epizode na Češkem niso nikoli javno predvajali ali izdali na DVD-ju, so pa jo objavili v tujini – južnokorejska podružnica studia je leta 2002 objavila videokaseto, ki je vključevala njen del.
| #  | Leto produkcije | Izvirni naslov (v češčini) | Režija         |
| -- | --------------- | -------------------------- | -------------- |
| 50 | 1998            | Karty                      | František Váša |

### Pat in Mat se vračata (Pat a Mat se vracejí: 2002–2004)
Marek Beneš, sin prvotnega režiserja Lubomíra Beneša, je leta 2001 odprl lasten studio Patmat film. Snemanje četrte serije se je začelo leta 2002 za Ateliéry Bonton Zlín, za katerega so trije studii (Ateliéry Bonton Zlín, Anima in Patmat) do leta 2004 posneli 28 epizod. V uvodni špici se prvih 19 epizod imenuje Pat a Mat in preostalih devet Pat a Mat se vracejí (Pat in Mat se vračata), kakor se imenuje tudi DVD, na katerem so bile vse epizode izdane.
| #  | Leto produkcije | Naslov                    | Izvirni naslov (v češčini) | Režija             |
| -- | --------------- | ------------------------- | -------------------------- | ------------------ |
| 51 | 2002            | Sestavljanka              | Puzzle                     | Marek Beneš        |
| 52 | 2003            | Popeči klobase            | Opékají špekáčky           | Ladislav Pálka     |
| 53 | 2003            | Popravilo strehe          | Opravují střechu           | Ladislav Pálka     |
| 54 | 2003            | Fotografa                 | Černá bedýnka              | Vlasta Pospíšilová |
| 55 | 2003            | Kotalkarja                | Kolečka                    | Vlasta Pospíšilová |
| 56 | 2003            | Pasja hiša                | Psí bouda                  | Milan Šebesta      |
| 57 | 2003            | Barvanje poda             | Natírají podlahu           | Ladislav Pálka     |
| 58 | 2003            | Rastlinjak                | Skleník                    | Marek Beneš        |
| 59 | 2003            | Gugalnica                 | Houpačka                   | Marek Beneš        |
| 60 | 2003            | Nezaželen gost            | Nezvaný návštěvník         | Marek Beneš        |
| 61 | 2003            | Osebna stražarja          | Bodygárdi                  | Marek Beneš        |
| 62 | 2003            | Lakiranje oken            | Natírají okna              | Marek Beneš        |
| 63 | 2003            | Velikonočni zajček        | Velikonoční vajíčko        | Vlasta Pospíšilová |
| 64 | 2003            | Fitnes (Shujševalna kura) | Štíhlá linie               | Vlasta Pospíšilová |
| 65 | 2003            | Avtomat                   | Automat                    | Marek Beneš        |
| 66 | 2003            | Avtomobilska dirka        | Autodráha                  | Marek Beneš        |
| 67 | 2003            | Akvarij                   | Akvárium                   | Marek Beneš        |
| 68 | 2003            | Rastlinjak                | Zavařují                   | Ladislav Pálka     |
| 69 | 2003            | Letalo                    | Rogalo                     | Ladislav Pálka     |
| 70 | 2003            | Potica                    | Vánočka                    | Milan Šebesta      |
| 71 | 2003            | Gripa                     | Stůňou                     | Ladislav Pálka     |
| 72 | 2003            | Telefaks                  | Fax                        | Josef Lamka        |
| 73 | 2003            | Jagode                    | Jahody                     | Vlasta Pospíšilová |
| 74 | 2004            | Igralca golfa             | Hrají golf                 | Ladislav Pálka     |
| 75 | 2004            | Zamašek                   | Někam to zapadlo           | Vlasta Pospíšilová |
| 76 | 2004            | Bazen                     | Kopají bazén               | Marek Beneš        |
| 77 | 2004            | Obešanje slike            | Věší krajinu               | Marek Beneš        |
| 78 | 2004            | Novoletna jelka           | Vánoční stromeček          | Marek Beneš        |

### Pat in Mat na deželi (Pat a Mat na venkově: 2009–2015)
| #  | Leto produkcije | Naslov | Izvirni naslov (v češčini) | Režija      |
| -- | --------------- | ------ | -------------------------- | ----------- |
| 79 | 2009            | ?      | Postele                    | Marek Beneš |
| 80 | 2011            | ?      | Vodovod                    | Marek Beneš |
| 81 | 2011            | ?      | Papírový servis            | Marek Beneš |
| 82 | 2011            | ?      | Promítačka                 | Marek Beneš |
| 83 | 2012            | ?      | Vysavač                    | Marek Beneš |
| 84 | 2012            | ?      | Bazén                      | Marek Beneš |
| 85 | 2012            | ?      | Podlaha                    | Marek Beneš |
| 86 | 2013            | ?      | Suchý strom                | Marek Beneš |
| 87 | 2014            | ?      | Pomerančová šťáva          | Marek Beneš |
| 88 | 2014            | ?      | Rotoped                    | Marek Beneš |
| 89 | 2015            | ?      | Kaktus                     | Marek Beneš |
| 90 | 2015            | ?      | Obkladačky                 | Marek Beneš |
| 91 | 2015            | ?      | Sluneční clona             | Marek Beneš |

### Pat in Mat nas zabavata (Pat a Mat nás baví: 2018)
| #   | Leto produkcije | Naslov | Izvirni naslov (v češčini) | Režija      |
| --- | --------------- | ------ | -------------------------- | ----------- |
| 92  | 2018            | ?      | Včely                      | Marek Beneš |
| 93  | 2018            | ?      | Sekačka                    | Marek Beneš |
| 94  | 2018            | ?      | Krtek                      | Marek Beneš |
| 95  | 2018            | ?      | Plot                       | Marek Beneš |
| 96  | 2018            | ?      | Ucpaný komín               | Marek Beneš |
| 97  | 2018            | ?      | Elektrárna                 | Marek Beneš |
| 98  | 2018            | ?      | Skalka                     | Marek Beneš |
| 99  | 2018            | ?      | Rodeo                      | Marek Beneš |
| 100 | 2018            | ?      | Kolotoč                    | Marek Beneš |
| 101 | 2018            | ?      | Myčka                      | Marek Beneš |
| 102 | 2018            | ?      | Odpad                      | Marek Beneš |
| 103 | 2018            | ?      | Schody                     | Marek Beneš |
| 104 | 2018            | ?      | Kamera                     | Marek Beneš |

### Pat in Mat pozimi (Pat a Mat v zimě: 2018–2019)
| #   | Leto produkcije | Naslov | Izvirni naslov (v češčini) | Režija      |
| --- | --------------- | ------ | -------------------------- | ----------- |
| 105 | 2018            | ?      | Kalamita                   | Marek Beneš |
| 106 | 2018            | ?      | Vánoční světýlka           | Marek Beneš |
| 107 | 2018            | ?      | Sauna                      | Marek Beneš |
| 108 | 2018            | ?      | Betlém                     | Marek Beneš |
| 109 | 2018            | ?      | Stromeček                  | Marek Beneš |
| 110 | 2018            | ?      | Dárky                      | Marek Beneš |
| 111 | 2018            | ?      | Silvestr                   | Marek Beneš |
| 112 | 2019            | ?      | Novoroční přání            | Marek Beneš |
| 113 | 2019            | ?      | Bramborový salát           | Marek Beneš |
| 114 | 2019            | ?      | Kapr                       | Marek Beneš |
| 115 | 2019            | ?      | Perníková chaloupka        | Marek Beneš |
| 116 | 2019            | ?      | Ledovka                    | Marek Beneš |
| 117 | 2019            | ?      | Iglú                       | Marek Beneš |

### Pat a Mat kutí (2019–2020)
| #   | Leto produkcije | Naslov | Izvirni naslov (v češčini) | Režija      |
| --- | --------------- | ------ | -------------------------- | ----------- |
| 118 | 2019            | ?      | Palačinky                  | Marek Beneš |
| 119 | 2019            | ?      | Létající stroj             | Marek Beneš |
| 120 | 2019            | ?      | Popcorn                    | Marek Beneš |
| 121 | 2019            | ?      | Nábytek                    | Marek Beneš |
| 122 | 2019            | ?      | Automyčka                  | Marek Beneš |
| 123 | 2019            | ?      | Sklizeň                    | Marek Beneš |
| 124 | 2019            | ?      | Fotopast                   | Marek Beneš |
| 125 | 2020            | ?      | Výroba ledu                | Marek Beneš |
| 126 | 2020            | ?      | Potrubní pošta             | Marek Beneš |
| 127 | 2020            | ?      | Barbecue                   | Marek Beneš |
| 128 | 2020            | ?      | Pizza                      | Marek Beneš |
| 129 | 2020            | ?      | Chleba                     | Marek Beneš |
| 130 | 2020            | ?      | Garážová vrata             | Marek Beneš |

## TV-oglasi
Leta 2001 je studio Patmat Film ustvaril serijo sedmih televizijskih oglasov za slovensko trgovsko podjetje Merkur. Njihovi naslovi so bili:
- Zgodba o novem mešalniku
- Superkosilnica
- Z miško po nakupih
- Naj zmaga boljši
- Sanje vsakega mojstra
- Veselo na delo
- Najlepše darilo

Studio je pozneje posnel tudi mnoge druge oglase, med drugim za slovaški podjetji Sedita (2007) in Tipos (2010), za češko zavarovalnico Česká podnikatelská pojišťovna (2012 in 2013) ter dva oglasa za poljski spletni oglasnik Tablica.pl (2012).